# 丹尼莫拉
丹尼莫拉（英語：Dannemora）是位于美国纽约州克林顿县的一个镇，地处克林顿县西部、普拉茨堡以西，建于1854年。2010年美国人口普查时，该镇有4898人。其名称源于瑞典东哈马尔市镇的丹讷穆拉。